# Chen Yiwen
Chen Yiwen (chinês tradicional: 陳藝文, chinês simplificado: 陈艺文; Haikou, 15 de junho de 1999) é uma saltadora chinesa, campeã olímpica.

## Vida pregressa
Nascida em 1999, o pai de Chen era de Hainan, enquanto sua mãe era de Zhanjiang, Guangdon. Quando ela tinha quase nove anos, ela foi para Guangdong para treinar e entrou na escola de esportes no distrito de Chikan, em Zhanjiang, para começar a treinar para sua carreira de saltadora. Em agosto de 2008, ela entrou oficialmente na equipe de saltos de Zhongshan. Logo após entrar na equipe de Zhongshan, Chen foi selecionada para a Escola Provincial de Esportes de Guangdong. Em outubro de 2010, Chen entrou para a equipe de saltos de Guangdong e, em 2014, tornou-se oficialmente uma atleta profissional.

## Carreira
Em novembro de 2016, Chen foi selecionada para a equipe nacional de saltos. Em 17 de maio de 2017, ela venceu o salto de trampolim feminino de 1 m no Campeonato Chinês de Saltos de 2017. Em junho de 2018, ela venceu o salto de trampolim misto masculino e feminino na Copa do Mundo de Saltos da FINA de 2018 em Wuhan. Nos Jogos Asiáticos de 2018 em Jacarta, Chen ganhou a medalha de prata no trampolim de 1 m. Em 13 de julho de 2019, ela ganhou a medalha de ouro no campeonato feminino de trampolim de 1 m no Campeonato Mundial de Esportes Aquáticos de 2019 em Gwangju. Em maio de 2021, na Copa do Mundo de Mergulho da FINA de 2021 em Tóquio, ela e Chang Yani venceram o salto de trampolim duplo feminino de 3 m, e ela também venceu o salto de trampolim feminino de 3 m. Em agosto de 2021, Chen ganhou a medalha de ouro no salto ornamental feminino de 3 m nos 14º Jogos Nacionais da China em Shaanxi.
No 19º Campeonato Mundial da FINA de 2022, realizado em Budapeste, Chen participou do trampolim feminino de 3m e ganhou a medalha de ouro com 366,90 pontos. Ela também ganhou a medalha de ouro no trampolim sincronizado feminino de 3m ao lado de Chang Yani com 343,14 pontos. Em 2023, nos Jogos Asiáticos de 2022 em Hangzhou, Chen ganhou ouro no trampolim de 3 metros e outro ouro com Chang nos 3 metros sincronizados.
Nos Jogos Olímpicos de Verão de 2024 em Paris, Chen e Chang ganharam suas primeiras medalhas de ouro olímpicas no trampolim sincronizado feminino de 3m em 28 de julho de 2024. Chen então ganhou uma medalha de ouro no trampolim feminino de 3m em 9 de agosto de 2024.